# シャルル・リシャール＝アムラン
シャルル・リシャール＝アムラン（英語: Charles Richard-Hamelin、1989年7月17日 - ）は、カナダ出身のピアニスト。

## 人物
1989年7月17日、カナダのケベック州ジョリエットに生まれる。4歳の頃から父親に習いピアノを始める。5歳から18歳まで、ポール・サルドゥレスクのもとでピアノを学ぶ。マギル大学ではポール・サルドゥレスク、サラ・ライモン、ボリス・ベルマンに師事し、2011年に学士号を取得。2013年にイェール大学音楽院のマスター課程を修了。その後、モントリオール音楽院でアンドレ・ラプラントに師事し、2016年にディプロマを取得した。
2014年、モントリオール国際音楽コンクールで第2位、韓国のソウル国際音楽コンクールで第3位。2015年には第17回ショパン国際ピアノ・コンクールで銀メダルを獲得。加えてソナタ賞を受賞した。